# Mount Lorette
Mount Lorette är ett berg i Antarktis. Det ligger i Östantarktis. Norge gör anspråk på området. Toppen på Mount Lorette är 2 200 meter över havet.
Terrängen runt Mount Lorette är platt norrut, men söderut är den kuperad. Trakten är obefolkad. Det finns inga samhällen i närheten.